# Ильинская церковь (Кузнецовка)
Ильинская церковь (Церковь Илии Пророка, Свято-Ильинский храм) — православный храм в хуторе Кузнецовском Области Войска Донского, ныне хутор Кузнецовка Ростовской области.
В настоящее время церковь в Кузнецовке является архитектурной ценностью как для района, так и для Ростовской области.

## История
В начале XIX века на хуторе появился первый деревянный храм во имя иконы Казанской Божьей Матери. Здание её обветшало и в 1858 году в центре хутора, на месте дома покойного подполковника Ивана Михайловича Кузнецова, завещавшего своё имущество церкви, на средства прихожан был построен каменный православный храм. На момент возведения он имел трёхъярусную колокольню, два придела с северной и южной сторон, апсиду в алтарной части, один центральный купол. Покрыта церковь была листовым железом. Престолов в ней было три: средний — во имя святого пророка Илии, с правой стороны — во имя святителя и чудотворца Николая, с левой стороны — во имя Рождества Пресвятой Богородицы. На её территории церкви были постройки: сторожка деревянная, обложенная кирпичом; причтовой дом, кухня, амбар, конюшня из саманного кирпича, два сарая и церковно-приходская школа.
После Октябрьской революции церковь была закрыта, в советское время частично разрушена — в 1930-е годы были разобраны: купол с барабаном, верхние ярусы колокольни, а также разрушен придел с северной стороны. В здании церковно-приходской школы устроили овощехранилище. В Великую Отечественную войну, в 1942 году, церковь открыли, сделали деревянную звонницу и маленькую деревянную колокольню. В послевоенное время, вплоть до 1961 года, в храме велись службы, которые в конце-концов были прекращены. Здание храма было перестроено — оно использовалось как клуб и библиотека. Роспись и декоративное убранство внутренней части церкви утрачены полностью.
После распада СССР в хуторе был организован новый приход. В 2000 году по прошению местных жителей здание церкви было передано Московскому Патриархату, в южном приделе устроен храм, где проводятся службы. Она перестраивается, внутри идут отделочные работы.